# Accoglienza di J. R. R. Tolkien
Le opere di John Ronald Reuel Tolkien, in particolare Il Signore degli Anelli (1954-55), hanno esercitato una notevole influenza fin dalla loro pubblicazione. Negli anni sessanta sorse una cultura di fandom, ma l'accoglienza da parte dell'establishment della critica letteraria fu più lento. Studi accademici sulle opere di Tolkien furono pubblicati ad un ritmo crescente a partire dalla metà degli anni ottanta.

## Recensioni sulSignore degli Anelli

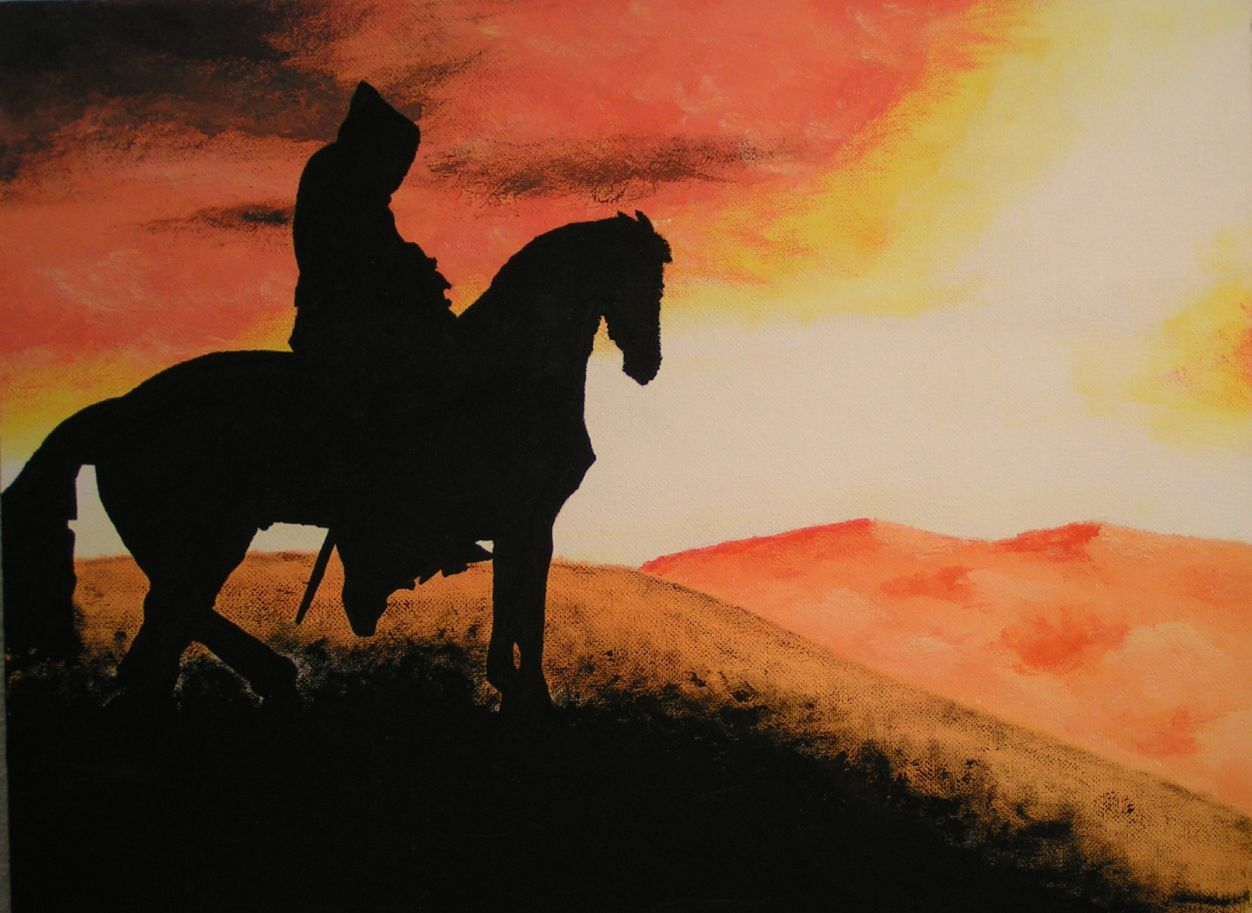
Uno dei Nazgûl osserva l'orizzonte da una collina

A partire dalla sua pubblicazione, Il Signore degli Anelli ha ricevuto recensioni contrastanti che spaziano da un giudizio nettamente negativo ad uno assolutamente positivo. Recensioni recenti in vari mezzi di comunicazione sono state estremamente positive e la realizzazione letteraria di Tolkien è stata lentamente riconosciuta come qualcosa di significativo. The Sunday Telegraph ritenne che si trattasse di una «tra le più grandi opere fantasy del XX secolo». The Sunday Times sembrò echeggiare questa sensazione quando nella sua recensione affermò che «il mondo anglofono si divide tra coloro che hanno letto Il Signore degli Anelli e Lo Hobbit e quelli che stanno per leggerli». Il New York Herald Tribune sembrò avere percezione di come i libri sarebbero diventati popolari e scrisse che erano «destinati a sopravvivere al nostro tempo».
Wystan Hugh Auden, ammiratore degli scritti tolkieniani, considerò Il Signore degli Anelli un capolavoro, affermando inoltre che, in alcuni casi, esso aveva superato il risultato del Paradiso perduto di John Milton. Altri sostenitori dell'opera provenienti dal mondo letterario furono Iris Murdoch, Naomi Mitchison, Richard Hughes e Clive Staples Lewis. Tuttavia, non tutte le recensioni originali furono così cortesi. Il recensore del The New York Times Judith Shulevitz criticò la «pedanteria» dello stile letterario di Tolkien, dicendo che egli «ha concepito una nobile fede nell'importanza della sua missione come preservatore letterario, che si rivela essere la morte per la letteratura stessa.». Inoltre, il critico Richard Jenkyns, scrivendo su The New Republic, criticò una percepita mancanza di profondità psicologica; secondo Jenkyns, sia i personaggi che l'opera stessa sono «anemici, e privi di fibra».
Anche all'interno del gruppo di Tolkien – gli Inklings – le recensioni non furono unanimi. Hugo Dyson si lamentò ad alta voce alle sue letture, e Christopher Tolkien testimonia che Dyson era «sdraiato e penzolante sul divano e urlava e diceva: "Oh no, non altri Elfi"». Completamente diversa l'opinione di un altro Inklings, C. S. Lewis, che scrive: «Qui ci sono meraviglie che trafiggono come spade e che bruciano come acciaio freddo; qui c'è un libro che vi spezzerà il cuore»
Diversi altri autori, comunque, sembrano più d'accordo con Dyson che con Lewis. L'autore di fantascienza David Brin criticò il libro per ciò che egli percepiva essere la sua incondizionata devozione ad una struttura sociale tradizionale ed elitaria, la rappresentazione positiva del massacro delle forze avversarie e l'arretrata visione del mondo romantica. Michael Moorcock, un altro famoso scrittore di fantascienza e fantasy, è anch'egli critico nei confronti del Signore degli Anelli: nel suo saggio Epic Pooh, Moorcock paragona l'opera di Tolkien a Winnie the Pooh e critica sia il libro che le opere simili per il loro percepito punto di vista Merry England. Jorge Luis Borges, anche lui scrittore di racconti fantastici e studioso delle saghe nordiche, non trovava molto interessante il libro di Tolkien, preferendogli Alice nel paese delle meraviglie di Lewis Carroll, mentre parole positive verso l'opera furono espresse dall'autore di fantascienza Isaac Asimov.

## Critica letteraria
Le opere di Tolkien hanno prodotto la nascita di un corpo di ricerca accademica che studia aspetti come:
- Tolkien come scrittore di letteratura high fantasy
- I linguaggi inventati di Tolkien

I primi percorsi verso la rispettabilità letteraria delle opere di Tolkien furono battuti da Master of Middle-Earth (1972) di Paul Harold Kocher e The Road to Middle-earth (1982) di Tom Shippey. Il ritmo delle pubblicazioni accademiche su Tolkien è comunque aumentato drasticamente nei primi anni 2000; la rivista accademica Tolkien Studies viene pubblicata dal 2004.
Il critico Edmund Wilson divenne noto per le sue dure critiche all'opera di Tolkien, alla quale si è riferito parlando di «juvenile trash» e affermando che «il dottor Tolkien ha poca abilità narrativa e non ha l'istinto per la forma letteraria».
I critici marxisti hanno denigrato Tolkien a causa del suo conservatorismo sociale e della cosiddetta "geopolitica velata" implicita nelle letture che interpretano la terra di Mordor di Sauron e la dittatura di Saruman sulla Contea come parodie del comunismo sovietico. Edward Palmer Thompson, nel 1981, incolpa la mentalità del freddo guerriero per la «troppo rapida lettura del Signore degli Anelli». Inglis (1983) modifica le precedenti accuse di fascismo contro Tolkien, ma continua a sostenere che il romanzo è una «fantasia politica» per i lettori della classe media nella moderna società capitalista che cercano di evadere dalla realtà.
Griffin (1985) esamina Tolkien in relazione al neofascismo italiano, suggerendo ancora una volta una vicinanza degli ideali di Tolkien a quelli della destra radicale. In ogni caso, altri critici di orientamento marxista hanno giudicato Tolkien più positivamente. Pur criticando la presenza di una visione politica tolkieniana all'interno del Signore degli Anelli, China Miéville ammira l'uso creativo di Tolkien della mitologia norrena, della tragedia, dei mostri e del worldbuilding, così come la sua critica dell'allegoria.

## Accoglienza delle opere saggistiche
Tolkien fu un abile filologo anglosassone; lasciò una produzione di pubblicazioni accademiche relativamente esigua. Ottenne molto successo Beowulf: The Monsters and the Critics, una conferenza tenuta nel 1936 sull'interpretazione del Beowulf epico e la sua identificazione con ciò che egli definiva il linguaggio AB, uno dei primi registri letterari del medio inglese delle Midlands Occidentali. Al di fuori della filologia anglosassone, è di una certa importanza il suo saggio On Fairy-Stories, del 1939.
Inoltre, la sua conferenza A Secret Vice affronta i linguaggi artistici in un periodo storico in cui l'argomento aveva visibilità molto limitata rispetto ai progetti utilitaristici delle lingue ausiliarie. Nel 1955, in English and Welsh, espone la sua filosofia del linguaggio, in particolare la nozione di lingua madre e le sue opinioni sull'estetica linguistica.

## Fandom
Il fandom di Tolkien è una comunità internazionale ed informale di fan delle opere dell'autore, specialmente de Lo Hobbit, Il Signore degli Anelli (che avrebbe dato origine al fandom come fenomeno culturale) e Il Silmarillion.
A partire da metà degli anni cinquanta, all'interno del science fiction fandom, vi furono attivi appassionati di Tolkien. Il primo gruppo organizzato di fan dell'autore fu "The Fellowship of the Ring", fondato, tra gli altri, da David McDaniel e Bruce Pelz al 18th World Science Fiction Convention (Worldcon), nel 1960.
Dal 1962 apparvero regolarmente articoli sul Signore degli Anelli sulla fanzine Niekas.

## Influenza
Le opere di Tolkien ispirarono molti pittori, musicisti, registi e scrittori, al punto che egli è stato talvolta visto come il "padre" dell'intero genere high fantasy. La produzione di queste opere derivate è a volte di dubbia legalità, in quanto le opere scritte di Tolkien rimarranno protette dal copyright fino al 2043.

## Accoglienza in base alla regione geografica

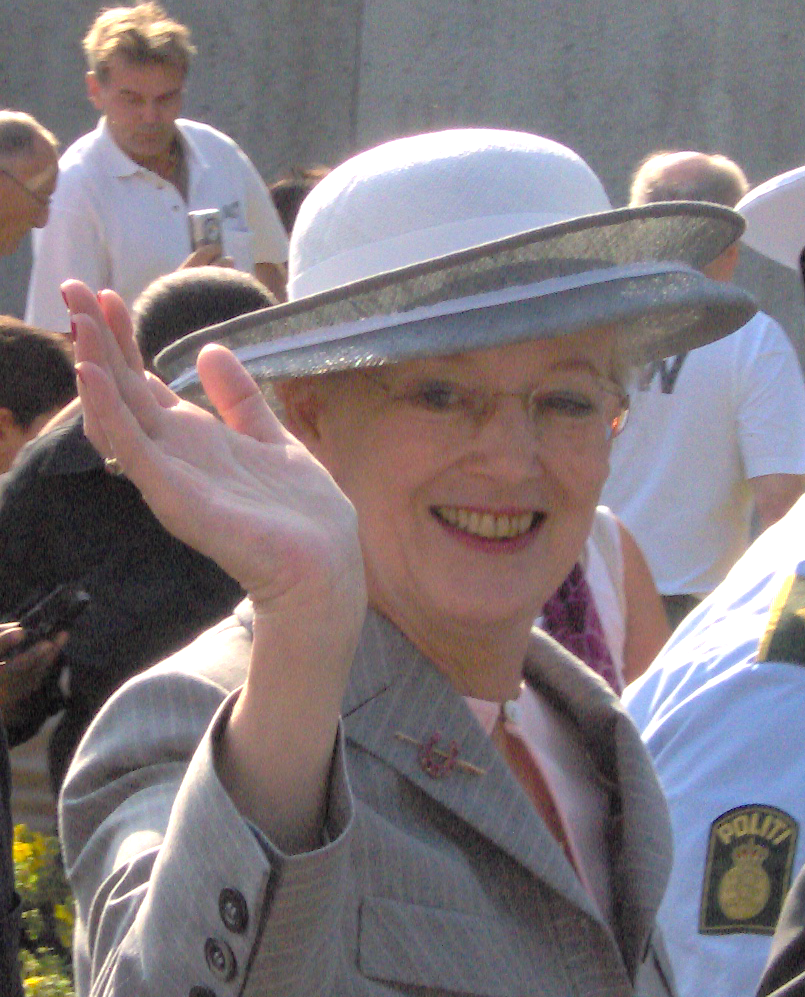
Un celebre caso di interesse per l'opera di Tolkien è quello della regina Margherita II di Danimarca, che illustrò l'edizione danese de Il Signore degli Anelli del 1977

Al di fuori dei Paesi anglofoni, Il Signore degli Anelli è stato tradotto in misura significativa. La J. R. R. Tolkien Encyclopedia: Scholarship and Critical Assessment dedica voci separate all'accoglienza di Tolkien nelle varie sfere di influenza linguistica europee, vale a dire la traduzione nelle lingue germaniche (svedese, danese, norvegese, tedesco, olandese), slave (russo, polacco), romanze (francese, italiano, spagnolo) e in greco, finlandese, turco e ungherese, oltre che in giapponese. Una voce separata è dedicata all'accoglienza di Tolkien all'interno delle sottoculture tecnologiche.
Un certo numero di società letterarie dedicate a Tolkien forniscono piattaforme per una combinazione di fandom e studi letterari accademici in vari Paesi. Le più importanti società anglofone di questo tipo sono la The Tolkien Society (nel Regno Unito) e la Mythopoeic Society (negli Stati Uniti).

### Regno Unito
La Tolkien Society fu fondata nel 1969 come organizzazione di beneficenza nel Regno Unito, tuttavia ha iscritti in tutto il mondo. Pubblica un bollettino periodico chiamato Amon Hen contenente articoli, opere d'arte e narrativa occasionale. La società si riunisce regolarmente tre volte nel Regno Unito: in una "Annual General Meeting and Dinner", in un "Seminar", che presenta sia discorsi seri ed altri più leggeri, e nell'Oxonmoot, un raduno settembrino organizzato dalla British Tolkien Society.
Sempre nell'ambito della Tolkien Society, per e da i soci viene prodotta la rivista annuale Mallorn, che si compone di lunghi articoli che studiano gli aspetti delle opere tolkieniane, più alcune opere d'arte.

### Europa germanofona
La traduzione tedesca dello Hobbit, a cura di Walter Scherf, apparve nel 1957 e quella del Signore degli Anelli, di Margaret Carroux e Ebba-Margareta von Freymann, nel 1972.
Dal 1997, in Germania è presente la Deutsche Tolkien Gesellschaft (DTG), un'associazione dedita allo studio della vita e delle opere di Tolkien. La sua sede si trova a Colonia, conta più di 500 membri ed è organizzata in una rete capillare di sezioni locali. La DTG è la principale forza motrice dell'accoglienza di Tolkien nei Paesi germanofoni (cf. Honegger 2006). Ha organizzato un seminario sugli studi di Tolkien a Colonia, nel 2004, a Jena, nel 2005, e a Magonza, nel 2006. Gli atti del convegno sono pubblicati in Hither Shore, l'annuario della società.

### Paesi nordici

#### Svezia
The Tolkien Society of Sweden è la più antica società tolkieniana del mondo. Fondata nel 1968 presso Göteborg dai membri del Club Cosmos, pubblica la rivista Långbottenbladet. In origine era chiamata semplicemente The Tolkien Society, ma, quando venne fondata, nel Regno Unito, una società omonima, gli svedesi aggiunsero alla denominazione della loro società "of Sweden".
Un'altra società tolkieniana svedese fu la The Tolkien Society Forodrim. Fondata nel 1972, è una delle più antiche organizzazioni di fan di Tolkien e ha sede a Stoccolma.

#### Danimarca
In Danimarca, Tolkien divenne noto negli anni settanta e da allora influenzò notevolmente la letteratura fantasy in lingua danese. La regina Margherita II illustrò – sotto lo pseudonimo di Ingahild Grathmer – l'edizione danese del Signore degli Anelli del 1977.
In Danimarca vi sono due società tolkieniane: Bri e Imladris, che è una comunità virtuale.

#### Norvegia
Lo Hobbit venne tradotto in norvegese nel 1972, seguito dal Signore degli Anelli (dal 1973 al 1975). Entrambe le traduzioni furono fortemente criticate per i loro errori e le loro incongruenze, tanto che nel 1980-81 uscì una nuova traduzione del Signore degli Anelli. Verso la fine degli anni ottanta le opere di Tolkien erano note al pubblico norvegese; una traduzione de Il Silmarillion apparve nel 1994. Anche Lo Hobbit conobbe una nuova traduzione, che andò a sostituire quella contestata del '72, nel 1997.
La società tolkieniana norvegese è Arthedain, fondata nel 1981.

#### Finlandia
In Finlandia vi è una società registrata tolkieniana che va sotto il nome di Verkkoyhteisö Kontu ry ("Kontu" è la traduzione finlandese di "Contea"). Fondata il 19 dicembre 2006, questa società ha come scopo principale quello di migliorare la conoscenza di Tolkien e delle sue opere in Finlandia nonché quello di mantenere la comunità virtuale e quindi il sito web da cui la società è nata. Tale sito contiene un forum di discussione, un wiki e un canale IRC. KontuWiki è stata accreditata in diverse pubblicazioni finlandesi connesse a Tolkien dal 2007. La società organizza incontri ed altri eventi per i fan di Tolkien di tutto il Paese.

### Russia
L'interesse in Russia si svegliò poco dopo la pubblicazione di Il Signore degli Anelli nel 1955, molto prima della prima traduzione russa.
Un primo tentativo di pubblicazione è stato fatto nel 1960, ma per rispettare la censura letteraria nella Russia Sovietica, l'opera era notevolmente ridotta e trasformata. Il pericolo ideologico del libro era visto nell'"allegoria nascosta del conflitto tra Occidente individualista e totalitario, Est comunista." (Markova 2006), mentre, ironia della sorte, le letture marxiste in occidente al contrario identificarono le idee anti-industriali Tolkien, presentate nella Contea con Comunismo primitivo, in una lotta con le forze del male del capitalismo tecnocratico. Le traduzioni russa di Il Signore degli Anelli sono state pubblicate solo dopo il crollo dell'Unione Sovietica, ma poi in gran numero, non meno di dieci traduzioni ufficiali russe apparvero tra il 1990 e il 2005 (Markova 2006). Il mondo dei fan Tolkien in Russia è cresciuto rapidamente soprattutto nei primi anni 1990 all'Università statale di Mosca. Molte traduzioni non ufficiali e in parte frammentarie sono in circolazione. La prima traduzione che appare in stampa era quella di Kistyakovskij e Muraev (volume 1, pubblicato nel 1982).

### Giappone
The Hobbit è apparso in una traduzione in giapponese nel 1965 (Hobitto no Boken) e Il Signore degli Anelli 1972-1975 (Yubiwa Monogatari), sia tradotto da Teiji Seta (1916-1979), nel 1992, rivisto dall'assistente Seta di Akiko Tanaka. Nel 1982, Tanaka ha tradotto il Silmarillion (Sirumariru no Monogatari).
Teiji Seta era un esperto nella letteratura classica giapponese e poeta haiku, e Arduini (2006) riguarda la Seta e traduzioni Tanaka come "quasi perfetto".
No Shiro Norite ("Il cavaliere bianco") è una sede a Tokyo di un gruppo di fan, fondata nel 1981. Ma la ricezione dell'opera di Tolkien tra il pubblico giapponese è rimasta piuttosto limitata fino alla comparsa del film di Jackson, dopo di che c'è stato un aumento di interesse.

### Grecia
The Hobbit e il Signore degli Anelli sono stati pubblicati in greco da Kedros negli anni settanta, ognuno da traduttori diversi. Nella metà degli anni novanta Aiolos pubblicò Silmarillion e Racconti Incompiuti.
Nel 2001, poco prima della pubblicazione dei film, la prima comunità greca on-line si è formata in un sito web promozionale, www.lordoftherings.gr, che nel 2002 ha fondato un gruppo ufficiale di fan sotto il nome di Il Puledro Impennato. Il gruppo è ufficialmente diviso in due 'Smials', ad Atene e Salonicco.
Durante e dopo l'uscita dei film, inoltre la letteratura correlata di Tolkien è stata pubblicata in greco (sia originale e traduzioni) tra cui le biografie, la lettura compagni, eccetera.

### Turchia
L'interesse in Turchia per Il Signore degli Anelli si svegliò alla fine del 1980, molto prima della prima traduzione turca. Una traduzione de Il Signore degli Anelli in turco è stata pubblicata come Yüzüklerin Efendisi nel 1997. Dopo l'uscita dei film, altre letterature correlate di Tolkien sono state pubblicate (Silmarillion, Roverandom, ecc).

### Pakistan
L'interesse nel lavoro del professor Tolkien si è sviluppato in Pakistan subito dopo la sua prima nascita come una nazione separata ed è esistito sporadicamente nel corso degli anni. L'interesse è cresciuto a vista d'occhio dopo la pubblicazione e il completamento della trilogia cinematografica Il Signore degli Anelli e nel 2003-2004, il 'Lahore Tolkien Reading Group' vi si stabilì, nella città di Lahore. Questo piccolo gruppo si è anche ampliato per qualche tempo e aveva una considerevole adesione che copriva alcune zone anche altri, ma dopo gli anni 2009-2010, questo interesse è diminuito nuovamente e probabilmente ci sono pochi appassionati a Lahore, Karachi, Islamabad e poche altre grandi città, ma non vi è un'organizzazione su larga scala.